# 麝香葡萄 (柚子單曲)
《麝香葡萄》（日语： masukatto）是日本二人组合柚子（ゆず）的第44张单曲。2018年8月1日由其所属公司Senha&Company发售。

## 收錄曲
1. 麝香葡萄
  - 作詞・作曲：北川悠仁、編曲 : TeddyLoid（日语：TeddyLoid）
  - 朝日電視台動畫《蠟筆小新》第16代片頭主題曲[2]
  - 蠟筆小新劇場版第28部《蠟筆小新：激戰！塗鴉王國與差不多四勇者》片頭曲
2. OLA!!
  - 作詞・作曲：北川悠仁 / Sound Produced by 柚子 & 前山田健一 / 編曲：前山田健一 & 北川悠仁
  - 第42張單曲
  - 蠟筆小新劇場版第23部《蠟筆小新：我的搬家物語 仙人掌大襲擊》主題曲
3. 麝香葡萄（附有指導旋律的卡拉OK）
4. OLA!!（附有指導旋律的卡拉OK）